# Jean Ayral
Jean Ayral, dit Robert Gautier, alias Guérin -  Robert Harrow - Pal - Gedeon - Ceden, né le 30 décembre 1921, mort le 21 août 1944, est un officier des Forces Françaises Libres (F.F.L.), Compagnon de l'Ordre de la Libération (décret du 10.12.1943), Chevalier de la Légion d'honneur, Croix de guerre 1939-1945 (3 citations), Military Cross 1939-1945 (GB), Atlantic Star (GB).

## Biographe
Né au Havre en 1921, Ayral étudie au lycée Sainte-Croix de Neuilly-sur-Seine, puis prépare au printemps 1940 le concours d'entrée à l'École polytechnique.

### De l'appel du Général de Gaulle à la Royal Navy britannique
Ayral entend l'appel du 18 juin du Général de Gaulle. Il embarque le 22 juin à Bayonne sur le chalutier « Président Houduce » converti en patrouilleur au début de la guerre. Ce navire commandé par le lieutenant de vaisseau Favreau quitte Bayonne pour Casablanca. À la demande de plusieurs officiers polonais, l'ex-chalutier est dérouté sur Gibraltar. Le 27 juin, Jean Ayral est incorporé comme officier-élève sur le Rhin, cargo mixte transformé en croiseur auxiliaire et qui, en Angleterre, incorporé à la Royal Navy sera rebaptisé le HMS Fidelity. Une fois arrivé en Angleterre, Jean Ayral est promu au grade d'enseigne de vaisseau 2e classe (sub-lieutenant Royal Navy).
Jean Ayral (alias Robert Harrow) abattra deux avions allemands de la Luftwaffe peu de temps après son incorporation à bord du bateau corsaire « H.M.S. Fidelity ». Quelques mois plus tard, Ayral quitte la Royal Navy et s'engage dans les Forces Française Libres (1941). Après un entrainement poussé en Angleterre et en Écosse, il se porte volontaire pour une mission en France. Parachuté sous le nom de code Pal, le 27 juillet 1942 (avec son radio Francois Briant — alias Pal W, et Daniel Cordier, alias Bip W), il accomplit en zone sud, dans la région de Clermont-Ferrand, un remarquable travail pour le B.C.R.A. jusqu'en novembre 1942.
À Paris, où Jean Moulin l'envoie alors auprès de son représentant en zone nord, le Colonel Henri Manhès, Ayral développe le réseau d'action « Pal » et rencontre différents responsables de branches de la Résistance. Avec leur aide, il établit des listes de terrains de parachutage en France occupée. Son opérateur radio François Briant est malheureusement arrêté (à la suite d'une trahison), mais Ayral continue son travail assisté de Paul Schmidt (alias Kim), Claire Chevrillon, Jacqueline Pery d'Alincourt, Michel Pichard (alias Bel), Pierre Deshayes (alias Rod) ainsi que de nombreux autres résistants.

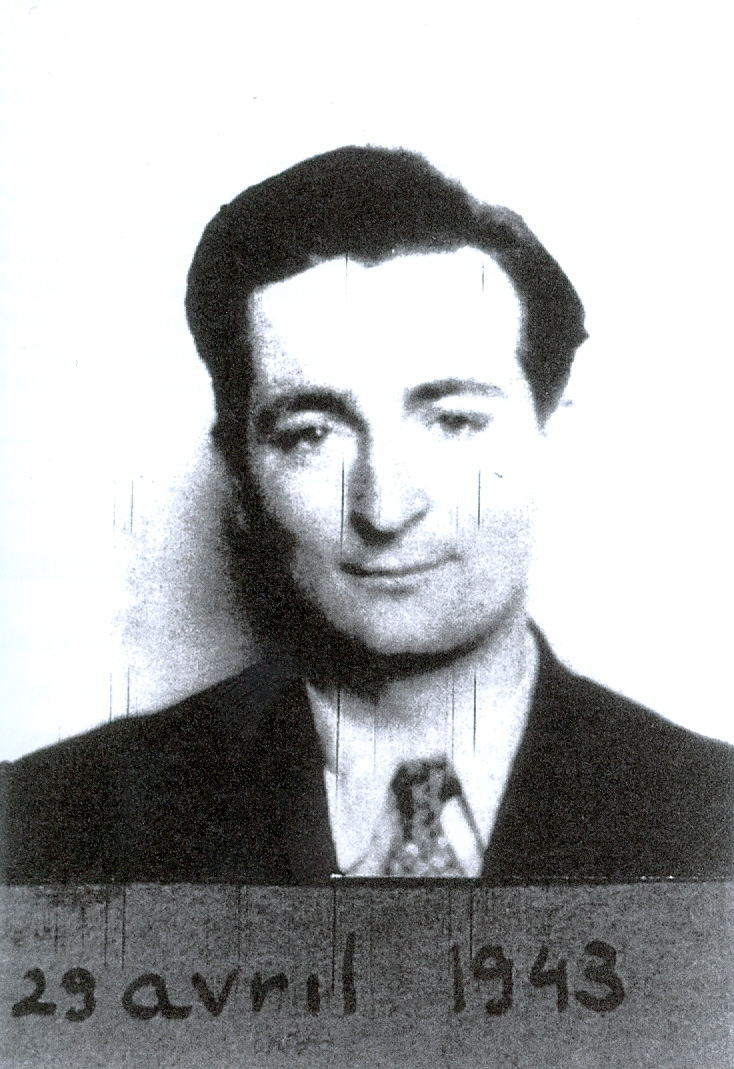
Jean Ayral à 21 ans. Photo prise par la Gestapo lors de son arrestation - Transmise par la police dans la France entière.

### Chef du bureau des Opérations aériennes en France occupée
Lors de son voyage à Londres en février et mars 1943, Jean Moulin est nommé par de Gaulle son seul représentant pour l'ensemble du territoire métropolitain ; il décide donc d'installer à Paris la direction des services de la Délégation et donne l'ordre à Cordier d'y déménager l'essentiel de ses sevices, ce que celui-ci exécute le 25 mars 1943. Au cours du même mois de mars, Ayral se voit confier par Jean Moulin la responsabilité du Bureau des opérations aériennes (BOA) en France occupée. Cordier ayant besoin d'agents-courriers supplémentaires pour son équipe parisienne, Ayral lui transfère alors Jacqueline Pery d'Alincourt (alias Violaine).
Arrêté le 27 avril 1943, Ayral est conduit à l'hôtel Cayré, Bd Raspail,, siège d'un commissariat du Sipo-SD. Quatre Français attendent l'interrogatoire sur le même banc que lui. Jean Ayral en reconnait deux. Force de la nature, Ayral décide de s'évader et tue deux des quatre sentinelles. Il se précipite vers la sortie et, remarquablement, prend la fuite. Jean Ayral, qui a habité depuis son retour de Londres rue de Grenelle à Paris, connait bien le quartier, et entre en courant dans un édifice tout proche (80 rue de Grenelle). Il se cache au fond de son grenier jusqu'au lendemain. Le jour suivant, il se réfugie chez un agent, rue Scheffer. Cet exploit a d'ailleurs inspiré à Joseph Kessel un épisode de L'Armée des ombres repris dans le film de Melville.
Brûlé, Ayral regagne Londres au plus tôt, sur ordre de Jean Moulin.
Jean Ayral aura été, avec Paul Schmidt (Kim), le fondateur du BOA ainsi que son premier chef national, à l'âge de 22 ans seulement. En décembre 1943, sur recommandation de Jean Moulin (Rex), le général de Gaulle accorde à Jean Ayral la croix de l'Ordre de la Libération en récompense de ses hauts faits, et celui-ci est donc fait Compagnon de la Libération.
Après quelques semaines à Londres, Ayral remplit plusieurs missions-éclair à bord de vedettes rapides dans la Manche, puis sur les côtes italiennes et sur l'île d'Elbe en mars 1944.

### Débarquement en Provence
Enseigne de vaisseau première classe, Ayral est choisi dans le cadre de la préparation du débarquement de Provence comme chef d'un groupe de commando (Groupe Gédéon) comprenant un officier anglais et quatre sous-officiers français de l'aéronavale avec lesquels il est parachuté le 12 août 1944 sur Brue-Auriac à 50 km au nord de Toulon. Après avoir gagné le village de Signes, le commando rallie quelques FFI. Le groupe Gédéon rencontre peu après dans le village des premières unités d'avant-garde du 3e R.T.A., et engage le combat, en coordinations avec les renforts du 3e R.T.A., un camp d'instruction de fantassins allemands sur la route de Toulon à Marseille, mettant hors de combat 150 des 250 occupants et en dispersant le reste.
Jean Ayral entre le premier dans Toulon, le 21 août 1944 à 15 h 45. Non loin de sa position, débouche un détachement de Bataillon de Choc français. Reconnaissant leur uniforme, Ayral avance à découvert. Il est abattu par la rafale de mitraillette d'un spahi qui l'avait pris pour un milicien. Ses derniers mots furent « France ! France ! France… ». Il est inhumé au cimetière nouveau de Neuilly-sur-Seine (Hauts-de-Seine).
La rue de Toulon où il tomba porte aujourd'hui son nom.

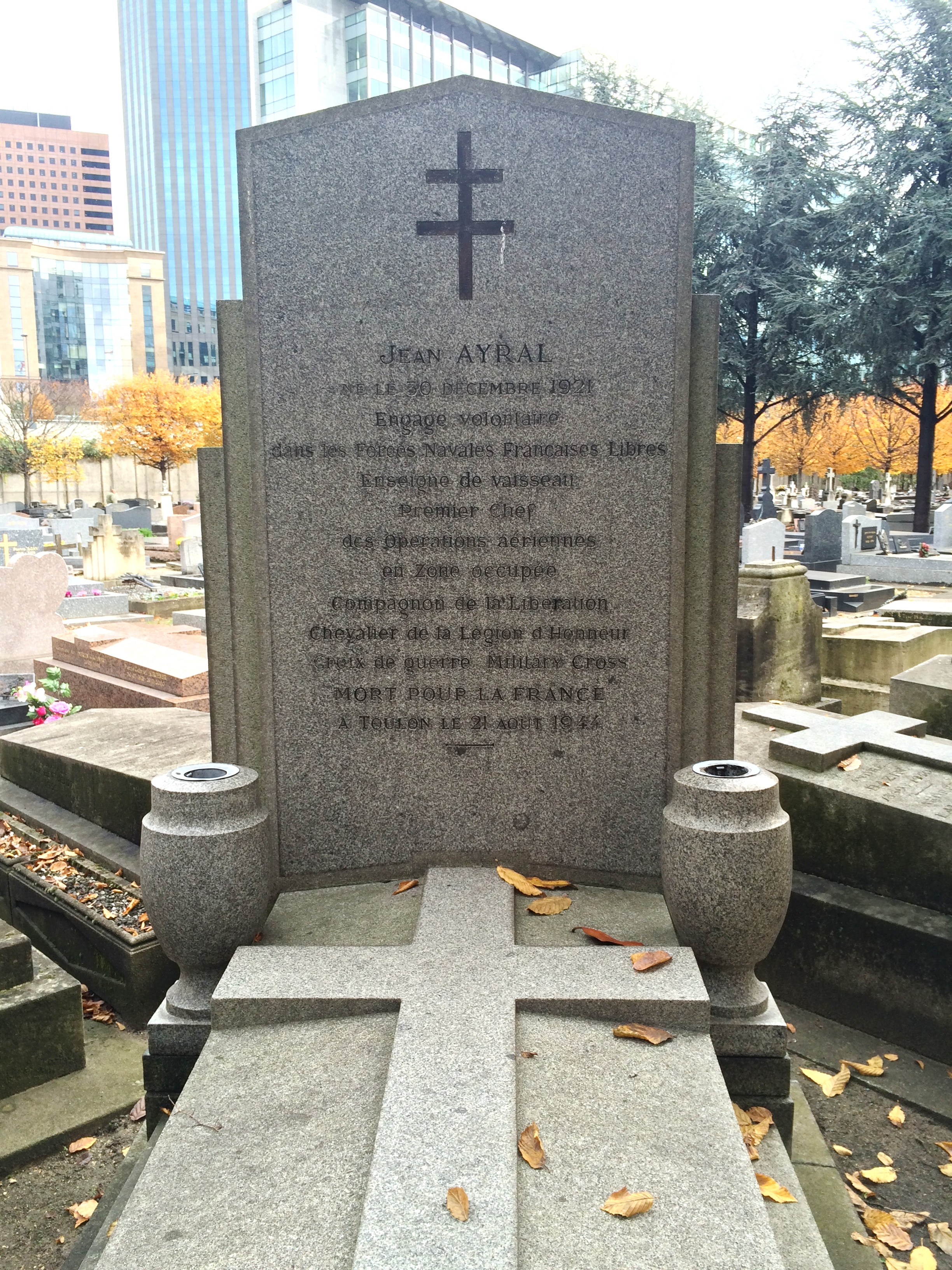
Tombe de J. Ayral au cimetière nouveau de Neuilly-sur-Seine.

Le 18 juin 2012, une stèle commémorant les dix Compagnons de la Libération nés au Havre est inaugurée.

## Distinctions

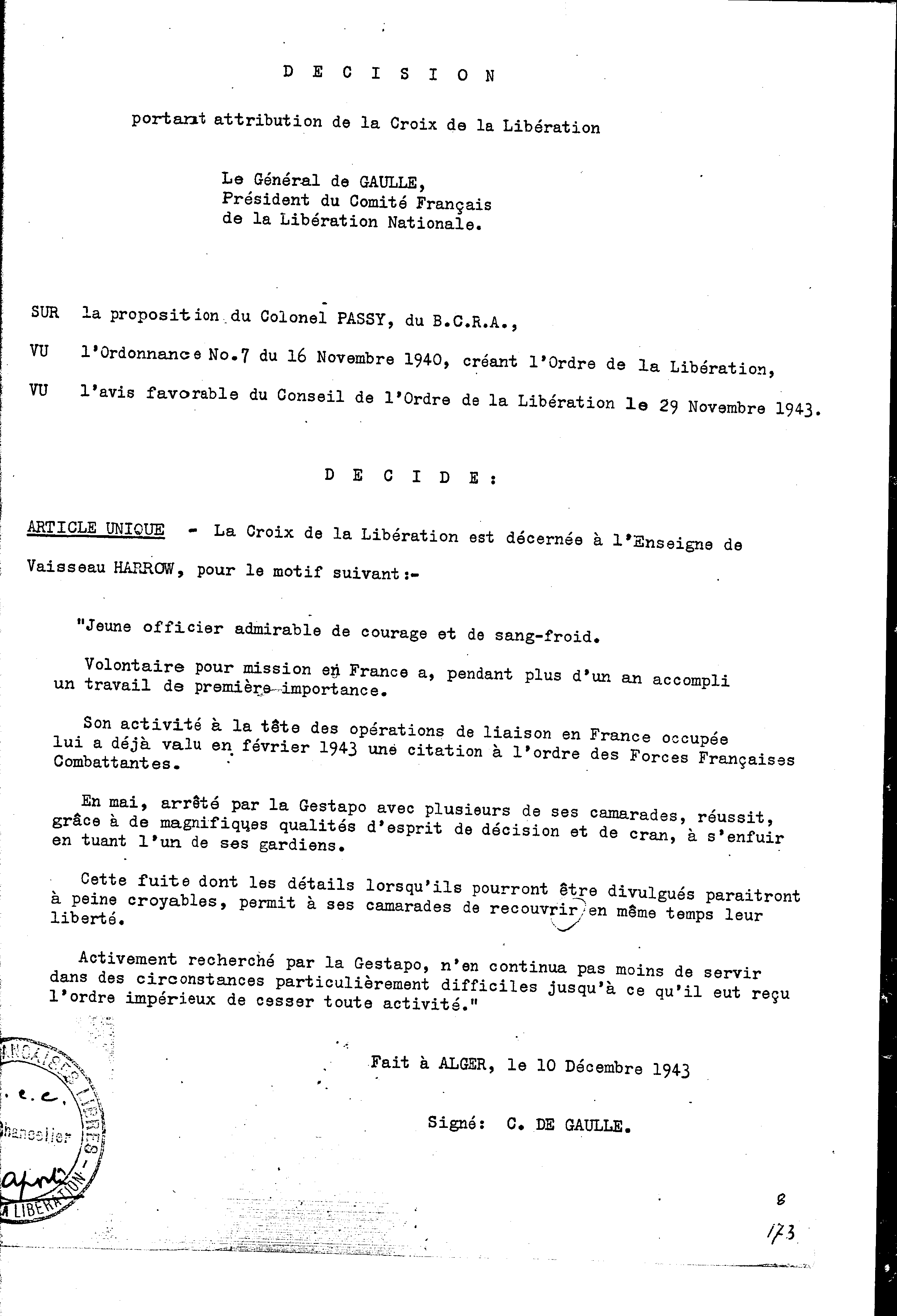
Décret du général de Gaulle, Alger, le 10 décembre 1943.

- Chevalier de la Légion d'honneur
- Compagnon de la Libération par décret du 10 décembre 1943
- Croix de guerre 1939–1945  (3 citations)
- Croix militaire (GB)
- Atlantic Star (GB)